# Aulacocyclus hangayi
Aulacocyclus hangayi es una especie de coleóptero de la familia Passalidae.

## Distribución geográfica
Habita en Queensland (Australia).